# اولد آرتور (ویرجینیای غربی)
اولد آرتور (به انگلیسی: Old Arthur) یک منطقهٔ مسکونی در ایالات متحده آمریکا است که در شهرستان گرنت، ویرجینیای غربی واقع شده‌است.